# Johan Winkler (dialectoloog)
Johan Winkler (Leeuwarden, 12 september 1840 - Haarlem, 11 maart 1916) was arts te Leeuwarden en auteur van wetenschappelijke boeken.

## Levensloop
Winkler was een van de pioniers in Nederland op het gebied van de dialectologie en de naamkunde. In 1885 publiceerde hij zijn tweedelige studie De Nederlandsche geslachtsnamen in oorsprong, geschiedenis en beteekenis. Hierin beschrijft Winkler de systematiek van Friese, Nederlandse en Vlaamse achternaamvorming.
Het werk bevat niet alle Nederlandse familienamen. De namen zijn ingedeeld in drie groepen: patroniemen, aardrijkskundige namen en namen van allerlei oorsprong. In die laatste groep zitten de gewone beroepen-, plaats-, dieren- en plantennamen, maar er zijn ook hoofdstukken over vreemde achternamen. Daarnaast wijdt Winkler nog een deel van zijn boek aan namen die afkomstig zijn uit Friesland en Noord- en Zuid-Nederland. Hij eindigt zijn studie met een aantal hoofdstukken over Nederlandse achternamen in het buitenland en De namen van de Nederlandse Israëlieten.
Bij een herdruk in 2007 breidde Jan Nijen Twilhaar het boek uit met twee hoofdstukken. Het eerste hoofdstuk gaat over de achternamen die Nederland er sinds Winkler bij heeft gekregen. De namen van Chinese, Indonesische, Turkse, Arabische, Surinaamse, Hindoestaanse en Joegoslavische immigranten worden daarin allemaal behandeld. Het tweede hoofdstuk behandelt de Nederlandse bijnamen, met daarin onder meer het ontstaan en de functie van bijnamen en de systematiek in de bijnaamgeving.
Later heeft P.J. Meertens ook soortgelijke werken gepubliceerd, alsook het standaardwerk door A. Huizinga: Huizinga's complete lijst van voornamen; vraagbaak voor de afkomst en betekenis van Nederlandse en Vlaamse voornamen
Winkler publiceerde daarnaast een overzichtswerk over de Nederlandse, Vlaamse, Friese en Noord-Duitse dialecten. In zijn Algemeen Nederduitsch en Friesch Dialecticon (1874) nam hij van ieder streekdialect een of meer tekstfragmenten op. Hij zag met lede ogen de opgang van het Standaardnederlands aan, dat hij alleen geschikt achtte als schrijftaal:
De geijkte nederlandsche taal is dood en maakt dood tevens. Ze dringt het nederduitsch in ons vaderland plat en dood. Boven is reeds gezeid dat ze volmaakt ongeschikt is om gesproken te worden in 't dagelijksche leven; zelfs voor den kansel, den rechterstoel en den leerstoel deugt ze niet. Door niemand, door geen mensch in Holland zoomin als in een der andere nederlandsche gewesten, die spreekt zoo als zijn moeder 't hem leerde en het harte 't hem ingeeft, frisch en vrij en eerlijk, wie ihm der Schnabel gewachsen ist en juist zóo als hij gebekt is, niet gekunsteld en valsch, wordt ooit nederlandsch gesproken. (Dialecticon, vol. 2, 1874, p. 4)
Onder het pseudoniem Jan Lou's schreef hij verhalen.
Johan Winkler was de jongste broer van Tiberius Cornelis Winkler, wetenschapspopularisator en jarenlang conservator van de paleontologisch en mineralogische collecties van Teylers Museum in Haarlem.

## Winkler en Gezelle
Winkler publiceerde in 1874 een lofrede op het werk van Guido Gezelle, in zijn boek Algemeen Nederduits en Friesch dialecticon. Vanaf 1875 werkte hij mee aan Rond den Heerd en vanaf 1881 aan Loquela. Hij leverde ook bijdragen voor Biekorf.
Zijn vriendschap met Gezelle en hun gedeelde taalbelangstelling leidde tot een uitvoerige correspondentie.
Op 28 juni 1883 ontving Gezelle zijn vriend Winkler in zijn woning in Kortrijk en onthaalde hem op een uitgebreid feestmaal, waarvan de spijskaart in West-Vlaamse stijl was opgesteld. De overige aan tafel zittenden waren Alfons Van Hee, Hugo Verriest, Adolf Verriest, Karel de Gheldere en een van de leden uit de Kortrijkse drukkers- en uitgeversfamilie Beyaert.

## Publicaties
- Algemeen Nederduitsch en Friesch Dialecticon, 2 delen, Den Haag 1874
- De Nederlandse geslachtsnamen, Haarlem 1885 (hier bij Project Gutenberg)
- Oud Nederland, Den Haag 1888
- Johan Winkler en Jan Nijen Twilhaar, Achternamen in Nederland & Vlaanderen. Oorsprong, geschiedenis en betekenis, 2007, Sdu Uitgevers. ISBN 9789012116602

## Externe literatuur
- Michel VAN DER PLAS, Mijnheer Gezelle, Tielt, 1991.
- Biografieën, werken en teksten bij de Digitale Bibliotheek voor de Nederlandse Letteren (dbnl)
- Meer informatie over de correspondentie tussen Winkler en Guido Gezelle is terug te vinden op www.gezelle.be[1]